# Dosbarrios
Dosbarrios è un comune spagnolo di 2 255 abitanti situato nella comunità autonoma di Castiglia-La Mancia.